# Dighinala
Dighinala (en bengali : দীঘিনালা) est une upazila du Bangladesh dans le district de Khagrachari. En 1991, on y dénombrait 50 933 habitants.